# Jacob Avshalomov
Pour les articles homonymes, voir Avshalomov.
Jacob Avshalomov (1919-2013) est un compositeur et chef d'orchestre américain.

## Biographie
Jacob Avshalomov est né le 28 mars 1919 à Tsingtao, en Chine. Il est le fils d'Aaron Avshalomov, le compositeur d'origine sibérienne, sa mère est de San Francisco. Jacob reçoit une instruction musicale de son père très jeune. À huit ans, Avshalomov se rend à Portland en provenance de Chine avec ses parents et est invité par Jacques Gershkovitch (en) pendant plusieurs mois en 1927. Aaron Avshalomov devient ami avec Gershkovitch en Orient (Jacob a trois ans lorsque tous deux se sont rencontrés),. Cependant, comme ils n'ont pas de visa permanent, la famille retourne en Chine.
Jacob Avshalomov est diplômé des écoles britanniques et américaines avant l'âge de quinze ans, puis travaille comme superviseur d'usine à Tientsin, Shanghai et Pékin pendant quatre années. Il est également actif dans le sport et remporte le championnat de plongeon de la Chine du Nord. En 1937, il aide son père à Shanghai dans la production d'un ballet et le travail sur les partitions. Il s'enrôle ensuite dans un corps de volontaires britanniques après l'invasion de la Chine par le Japon pendant la deuxième guerre sino-japonaise et retourne finalement aux États-Unis avec sa mère en décembre 1937. Il passe un an à Los Angeles pour étudier avec Ernst Toch, suivi de deux ans à Portland, Oregon, pour fréquenter le Reed College (1939–1941),. Pendant ce temps, il étudie avec Gershkovitch et participe à la Portland Junior Symphony (en). Il passe ensuite deux ans à l'Eastman School of Music pour étudier la composition et l'orchestration avec Bernard Rogers. Pendant la Seconde Guerre mondiale, il vit à Londres, où il dirige la Passion selon Saint-Jean de Jean-Sébastien Bach.

## Carrière
Après la guerre, Jacob Avshalomov reçoit une bourse Ditson (en) et rejoint la faculté du département de musique de l'Université Columbia, où il enseigne de 1946 à 1954. Là, il dirige les premières représentations américaines de la Messe n° 1 d'Anton Bruckner et A Child of Our Time de Michael Tippett. Il siège au National Humanities Council de 1968 à 1974 et à la section de planification musicale du National Endowment for the Arts de 1977 à 1979.

### Portland Youth Philharmonic
Après la mort de Gershkovitch en 1953, des chefs d'orchestre invités dirigent le Portland Junior Symphony (maintenant connu sous le nom de Portland Youth Philharmonic (en)) pour sa trentième saison, dont Avshalomov. Il est nommé deuxième chef d'orchestre en 1954. Pendant quarante ans, Avshalomov encourage les tournées internationales et produit plusieurs enregistrements, dont certains comprennent des pièces commandées par l'orchestre, faisant du Portland Junior Symphony le premier orchestre d'enregistrement connu dans le Pacific Northwest. Il dirige l'ensemble lors de leur première tournée internationale en 1970. L'orchestre prend le nom de Portland Youth Philharmonic (PYP) en 1978. L'année 1984 marque le soixantième anniversaire de l'orchestre ainsi que la trentième année d'Avshalomov en tant que chef d'orchestre. Avshalomov prend sa retraite en 1995 après environ 640 concerts et 10 000 auditions.

## Compositeur
Jacob Avshalomov compose plusieurs pièces symphoniques. La cantate How Long Oh Lord est enregistrée par Composers Recordings, Inc. (en) (CRI) à la fin des années 1960, avec deux des œuvres de son père. Les autres pièces d'Avshalomov enregistrées par le CRI sont Phases of the Great Land (CRI 194), Inscriptions at the City of Brass (CRI 117), The Prise of T'ung Kuan (CRI 117) et Prophesy (CRI 191). Avshalomov écrit également The Oregon, une symphonie commémorant le centenaire de l'État américain de l'Oregon, en 1959. Parmi ses autres compositions : The Treize Clocks, Glorious th'Assembled Fires et Symphony of Songs.

## Distinctions
Jacob Avshalomov reçoit la bourse Ditson pour la composition après la Seconde Guerre mondiale et une bourse Guggenheim en 1951. En 1953, il est reconnu par le New York Music Critics Circle pour son œuvre chorale Tom o 'Bedlam. Parmi les autres récompenses : Bloch Award, le Naumburg Recording Award, le Ditson Conductor's Award (en) en 1965, le Governor's Arts Award et l'American Symphony Orchestra League Award. En 1994, Jacob Avshalomov est nommé Portland First Citizen, par le Portland Realty Board (maintenant la Portland Metropolitan Association of Realtors) en 1928 pour reconnaître « les réalisations civiques et le leadership commercial au sein de la communauté »,. En 2011, il est l'un des trois lauréats à être reconnu par le Portland Center for the Performing Arts Foundation pour ses contributions exceptionnelles à la communauté artistique de Portland. Les récipiendaires ont une étoile de granit placée sur Main Street près du Antoinette Hatfield Hall (en) et reçoivent une Folly Bollard (en) en bronze.

## Décès
Jacob Avshalomov est mort dans son sommeil dans sa maison de Portland en 2013.